# Jos Vangeel
Benedikt (Jos) Vangeel (Geel, 13 april 1923 - Lier, 15 juni 1995) was een Belgisch politicus voor CVP.

## Levensloop
Vangeel was van 1956 tot 1974 nationaal secretaris van de Kristelijke Beweging voor Gepensioneerden.
Hij werd lid van de CVP, waar hij tot de ACW-strekking behoorde, en was voor deze partij van 1964 tot 1988 gemeenteraadslid en 1971 tot 1977 schepen van Mortsel.
Hij zetelde eveneens van 1974 tot 1987 in de Belgische Senaat: van 1974 tot 1978 en van 1981 tot 1987 was hij er provinciaal senator voor de provincie Antwerpen en van 1978 tot 1981 was hij rechtstreeks gekozen senator voor het arrondissement Antwerpen. 
In de periode april 1974-oktober 1980 zetelde hij als gevolg van het toen bestaande dubbelmandaat ook in de Cultuurraad voor de Nederlandse Cultuurgemeenschap, die op 7 december 1971 werd geïnstalleerd. Vanaf 21 oktober 1980 tot november 1981 was hij tevens korte tijd lid van de Vlaamse Raad, de opvolger van de Cultuurraad en de voorloper van het huidige Vlaams Parlement.